# Світязь (гурт)
ВІА Світязь — популярний український музичний гурт, вокально-інструментальний ансамбль.

## Історія створення

В. Зінкевич у фільмі «Червона рута»

- 1966 р. — створено аматорський ВІА «Карпати» під керуванням Валерія Громцева у Чернівецькому будинку культури текстильників;

- жовтень 1970 р. — перше виконання на телебаченні пісень Володимира Івасюка «Червона рута» та «Водограй»;
- 1974 р.- гурт Громцева змінив самодіяльний статус на професійний: музикантів у повному складі запросили до Хмельницької філармонії, де їх охрестили «Товтрами»,
- 1975 р. — гурт перебрався у Волинську філармонію, де його перейменовано на «Світязь». Гурт записав кілька пісень на збірний лонг-плей українських ВІА;
- Вересень 1975 р. — до «Світязя» приєднався Василь Зінкевич. Вже за рік «Світязь» був одним з найпопулярніших ВІА в Україні.

## Творчі труднощі
- 1979 р. — Громцев залишає гурт. Перебирається до Сімферополя (там він зібрав свій недовговічний проект «Море», працював з «Чайками», «Червоною рутою» і закінчив на флотському ансамблі «Графська пристань»).

У «Світязя» почалася плутанина з керівниками, які мінялися чи не щороку — Станіслав Чуєнко, Михайло Мусієнко, Олександр Сєров, Олег Дерев'янко і нарешті Ігор Перчук. При ньому у «Світязі» зібрався потужний джаз-роковий склад і гурт записав свій перший концептуальний магнітоальбом «Українське весілля».
- 1989 р.- Ігор Перчук перебирається у «Студію Лева» і передає керування гуртом клавішникові Дмитрові Гершензону; він у гурті з 1983 року.

- 1990 р. — від «Світязя» відділився ретро-філіал у вигляді гурту «Світ» на чолі з Олександром та Ольгою Гаркавими. На перші ролі у «Світязі» виходить гітарист, співак і композитор Анатолій Говорадло. Його жартівливі пісні «Мамо, матусю», «Мільйонер», «Миколине весілля» повертають «Світязь» на вершини популярності. Добрі стосунки із студією звукозапису Волинського радіо, а згодом студією «Олекса», та мобільний склад (окрім Зінкевича, Гаршензона і Говорадла в гурті до недавна був ще тільки барабанщик Роман Ланкіос) сприяють тому що «Світязь» стає одним з найпродуктивніших виконавців в українській поп-музиці першої половини 90-х.

## Альбоми
- Весною 1996 року — фірма НАК випускає перший офіційний альбом гурту «Ні, я не ту кохав». Тим часом Говорадло і Гершензон створюють нову програму Оксані Білозір — згодом відображену на їхній спільній касетці «Святкова Оболонь».
- 1998 — За сприяння АТ «Оболонь» наприкінці літа фірмою «Караван CD» був випущений перший компакт дуету — «За вашими листами».

## Сучасний стан
З 2000-го Говорадло і Гершензон вели на Першому національному телеканалі жартівливу музичну програму «Ераплан».
Олександр та Ольга Гаркаві упродовж багатьох років живуть і працюють у Канаді, там же — Міша Мусієнко.
Ігор Перчук, Левко Сорокотяж і Валерій Громцев — у Ізраїлі, Славко Тимофійчук — у Німеччині, Іван Благун, Роман Ланкіос, Віктор Петлій — у США, Олександр Сєров — у Росії.